# Мушчел (Димбовіца)
Мушчел (рум. Mușcel) — село у повіті Димбовіца в Румунії. Входить до складу комуни Мороєнь.
Село розташоване на відстані 99 км на північний захід від Бухареста, 33 км на північ від Тирговіште, 48 км на південь від Брашова.

## Населення
За даними перепису населення 2002 року у селі проживала 101 особа, усі — румуни. Усі жителі села рідною мовою назвали румунську.